# Georges Livanos

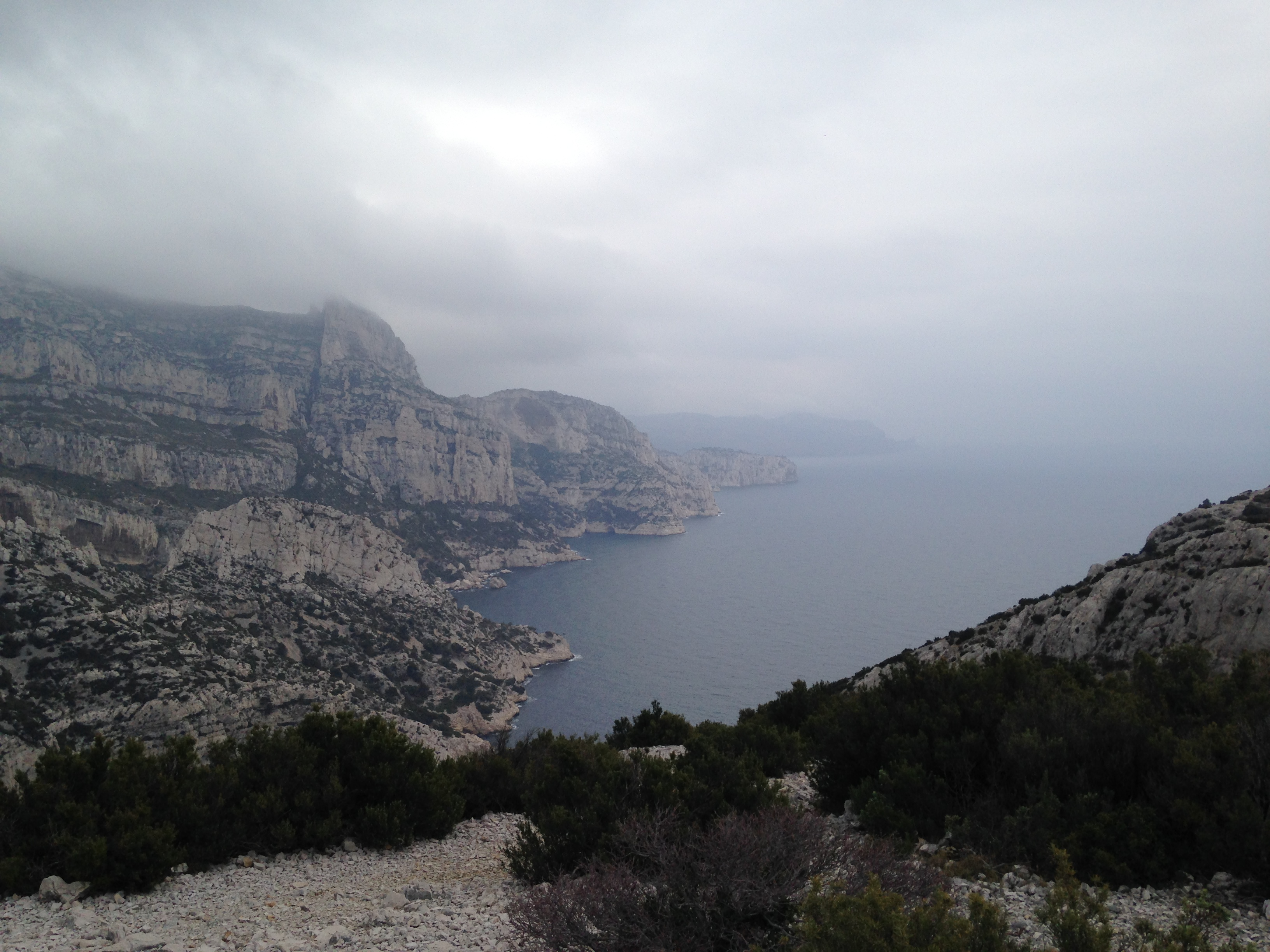
paesaggio dei Calanchi

Georges Livanos, noto anche con lo pseudonimo di Le Grec (Marsiglia, 25 settembre 1923 – Marsiglia, 21 maggio 2004), è stato un alpinista francese, discendente da una famiglia di origine greca.

## Biografia
Nato a Marsiglia, ben presto si appassiona alla montagna, nel 1937, a 14 anni, trascorre le vacanze a Chamonix, in seguito comincia ad arrampicare nei Calanchi di Marsiglia.
Il periodo di maggiore attività è compreso tra il 1941 e il 1971, durante questo periodo apre circa 500 vie nei Calanchi, 40 nelle Dolomiti e una ventina nelle Alpi occidentali, ripetendo nel frattempo un buon numero di salite classiche nelle Alpi.
Insieme alla moglie, conosciuta nel 1948 e nota con il nome di Sonia (Geneviève Brès, 1923-2018), colleziona un'impressionante serie di prime ascensioni, prime femminili e prime ripetizioni, che li fa soprannominare la coppia più sestogrado del mondo.
Nel corso del 1941 effettua alcune prime salite famose con Gaston Rébuffat, tra queste la Centrale alla Grande Candelle, « il sesto grado più lungo delle Calanques ».
Nel 1945, a 22 anni, si iscrive ad un campo dell'organizzazione Jeunesse et Montagne, e completa assieme al direttore del campo Jean Franco la terza ascensione del pilastro sud degli Écrins in 4 ore.
Negli anni successivi Georges Livanos frequenta il massiccio del Monte Bianco dove effettua, tra le altre cose, nel 1946 la quinta salita della parete nord dell'Aiguille des Grands Charmoz, nel 1947 la seconda ascesa della parete nord del dente del Requin e nel 1949 la seconda ascesa della parete nord dell'Aiguille de Leschaux.
Dal 1950 ha proseguito la maggior parte della sua carriera alpinistica nelle Dolomiti dove ha realizzato numerose prime ascensioni, tra cui la Cima Su Alto al monte Civetta, per la quale ha ricevuto in Francia la medaglia d'oro dello sport.

## Principali salite sulle Alpi

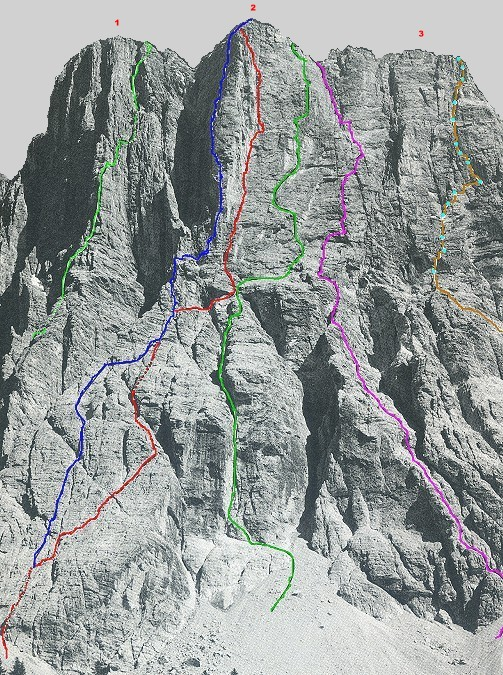
Alcune vie nel settore Cima De Gasperi, Su Alto, Terranova. La via di Livanos è evidenziata con il colore rosso (il diedro è crollato nel 2013)

Nel seguente elenco sono riportate le salite più significative
- 1945 Massiccio degli Écrins, parete sud, 3° salita con Jean Franco
- 1946 Aiguille des Grands Charmoz, parete nord, 5° salita con Charles Magol
- 1947 Dent du Requin, parete nord, 2° salita con Robert Gabriel e G. Estornel
- 1949 Aiguille de Leschaux, parete nord-est, 2° salita con Robert Gabriel
- 1950 Tre Cime di Lavaredo, cima ovest di Lavaredo, 10° salita con Robert Gabriel
- 1951 Monte Civetta, Torre di Valgrande, parete nord, 4° salita con Robert Gabriel e Sonia Livanos, 1° femminile
- 1951 Monte Civetta, Via Livanos-Gabriel, Cima su Alto, parete nord ovest grande diedro, 1° salita con Robert Gabriel
- 1952 Marmolada, Punta Rocca, parete sud, via Vinatzer, con Sonia Livanos, 3° salita e prima femminile
- 1953 Sasso di Santa Croce, Monte Cavallo - Piz del Ciaval (Sass de la Crusc - Val Badia), 1° salita spigolo ovest con Robert Gabriel
- 1954 Monte Civetta, Cima Terranova parete nord-ovest, 1° salita con Robert Gabriel e Armando Da Roit
- 1956 Monte Civetta, Torre di Lago parete nord-ovest, 1° salita con Sonia Livanos
- 1957 Monte Civetta, Torre Venezia, parete ovest, 1° salita con Sonia Livanos
- 1959 Monte Civetta, Castello de la Busazza, 1° salita con Roger Lepage
- 1960 Gruppo delle Sciore, Sciora di Fuori, parete ovest, 1° salita con Roger Lepage, Marc Vaucher, Jack Canali, Romano Merendi, Gigi Alippi, Luciano Tenderini
- 1961 Dolomiti di Brenta, Crozzon di Brenta, Diretta per la Parete Ovest con Marc Vaucher e Roger Lepage, 26-27 luglio 1961[6].
- 1962 Cima Tosa, Torre Gilberti, 1° salita con Marc Vaucher e Roger Lepage
- 1963 Monte Civetta, cima de Gasperi parete nord, 1° salita con Bepi de Francesch, Sonia Livanos, Jean Belleville, Maurice e Jacques Martin
- 1964 Monte Civetta, Torre Venezia, spigolo nord-ovest, 1° salita con F.R. Raybaud
- 1965 Dolomiti di Brenta, Crozzon di Brenta, parete est, 1° salita con R. Romanetti e Roger Lepage
- 1968 Monte Civetta, Cima dell'Elefante, parete sud, 1° salita con Sonia Livanos, Marc Vaucher e Jean Max Bourgeois
- 1970 Croda dei Toni, via Livanos, 1° salita con Sonia Livanos e Marino Stenico
- 1971 Monte Civetta, Cima Su Alto, ripetizione nel ventennale della 1ª salita con Sonia Livanos

## Riconoscimenti
Nel 1951 ha ricevuto in Francia la medaglia d'oro dello sport per la prima salita del grande diedro alla Cima Su Alto.
Nel 2002 ha ricevuto il premio Pelmo d’Oro per la sua attività nelle Dolomiti bellunesi.

## Pubblicazioni
- Georges Livanos, Al di là della verticale, Parigi, Arthaud, 1958. (seconda edizione nel 1997).
- Georges Livanos, Cassin: c'era una volta il sesto grado, Milano, Dall'Oglio, 1983.

### Film
- Jean Afanassieff, Le Grec, 1994.
- Bruno Peyronnet con la partecipazione di MB Live, Un piton de plus, sur les traces de Georges Livanos, 2018. 52 minuti.